# Emil Hallensleben
Emil Hallensleben (* 8. Februar 1867 in Berlin; † 2. Mai 1934 ebenda) war ein deutscher Jurist und Politiker (DVP).

## Leben
Nach dem Abitur 1886 auf dem Gymnasium zum Grauen Kloster in Berlin nahm Hallensleben ein Studium der Rechtswissenschaft an den Universitäten in Heidelberg und Berlin auf, das er 1889 mit dem Ersten Juristischen Staatsexamen abschloss. Im Anschluss absolvierte er das Referendariat und 1893 legte er das Zweite Juristische Staatsexamen ab. Er war seit 1896 als Rechtsanwalt beim Landgericht I Berlin tätig und wurde 1906 auch als Notar zugelassen. Später erhielt er die Ernennung zum Justizrat.
Neben seiner juristischen Tätigkeit engagierte sich Hallensleben in der evangelischen Kirche. Er war seit 1914 Mitglied des Gemeindekirchentages von St. Marien Berlin, Mitglied der Kreissynode I Berlin, der Berliner Stadtsynode sowie der Provinzial- und Generalsynode. Seit 1925 war er Mitglied des Provinzialkirchenrates für die Provinz Brandenburg und des Kirchenrates der evangelischen Landeskirche Preußens.
Hallensleben trat in die Deutsche Volkspartei (DVP) ein und war seit 1918 Mitglied der Berliner Stadtverordnetenversammlung. Er gehörte von 1921 bis zum 30. Dezember 1926 dem Preußischen Staatsrat an und war danach als Nachrücker Mitglied des Preußischen Landtages. Im Mai 1928 wurde er in den Landtag gewählt, dem er noch bis 1932 angehörte. Im Parlament vertrat er den Wahlkreis 2 (Berlin).